# Oricopis maculiventris
Oricopis maculiventris är en skalbaggsart som beskrevs av Lea 1917. Oricopis maculiventris ingår i släktet Oricopis och familjen långhorningar. Inga underarter finns listade i Catalogue of Life.